# Отреманкур
Отреманкур (фр. Autremencourt) насеље је и општина у североисточној Француској у региону Пикардија, у департману Ен (Пикардија) која припада префектури Лаон.
По подацима из 2011. године у општини је живело 182 становника, а густина насељености је износила 19,89 становника/km². Општина се простире на површини од 9,15 km². Налази се на средњој надморској висини од 102 метара (максималној 140 m, а минималној 73 m).

## Демографија
| 1962. | 1968. | 1975. | 1982. | 1990. | 1999. | 2011. |
| ----- | ----- | ----- | ----- | ----- | ----- | ----- |
| 191   | 193   | 152   | 149   | 125   | 162   | 182   |

График промене броја становника у току последњих година